# انيتا
انيتا بنيامين مطربة عراقية من مواليد بغداد من اصول اشوريه، ذاعت شهرتها خلال فترة الثمانينيات من القرن الماضي، تشتهر بطبقة صوتية مميزة، لقبت بفيروز العراق، أحتفت عن الساحة الفنية العراقية بسبب هجرتها مع عائلتها خارج العراق أبان فترة التسعينات. وتعيش حاليا في لندن
غنت العديد من القصائد المغناة في  البرنامج التعليمي الشهير أحلى الكلام و في فلم العمارة رقم 13 أغنية تروح وتردالمواسم. وغنت قبل ذلك أغنية لاتبعد لاتنساني مع رعد بركات بالإضافة إلى أغاني منفردة أخرى. انضمت إلى المسرح العسكري في الثمانينات وغنت في اوبربت جذور الحب عام 1985.
سبق دخولها الغناء عملها كرياضية في العاب القوى بنادي الطلبة ومثلت أيضا المنتخب الوطني بالعاب القوى وقدعادت مؤخرا مع رعدبركات ووقفا امام المسرح الوطني بعد غياب طويل وقدماعرضا مع الفرقة السمفونية العراقية عام 2014.
أشهر الأعمال و النتاجات الفنية :

1- أغنية تروح و ترد المواسم 
2- مقطع تمثيلي من فيلم عمارة 13
3- أغنية ياما سهرنا الليل 
4-القصيدة المغناة ( من أنت )
5-أغنية أدوات الإستفهام
6- أغنية زهرة أيامي / دويتو
7- أغنية طار فوق النجوم
8- أغنية عمر بلا عد / دويتو
9 - أغنية لك الزمان يا هوى الزمان
10- أغنية ياوردتي
11- أغنية يا حبيبي ألا ترى
12- أغنية قطرة قطرة يا نثيث الندى
13- أغنية محبوب الطلعة يا حبي
14- أغنية عندي ورد / دويتو
15- أغنية الأخوة
16- أغنية يا زهرة عمري
17-  لقاء مع الفنان عبد الله رويشد
18- أوبريت جذور الحب 
19- أغنية أزهار الحب ملونة
20- أغنية مر الزمان / دويتو
21-  أغنية من أين جئنا / دويتو
22- أغنية لم لا أشدو
23- أغنية يا حلم ياما إنتظرتك دون ميعاد و مكان
```
24- حفل غني يا بغداد
```

## وصلات خارجية
من اليوتيوب أغنية تروح وترد للفنانة أنيتا في الفيلم العراقي عمارة 13